# Babalu
Albums de Michael Bublé
First Dance Dream
Babalu est un maxi (EP) de Michael Bublé, réalisé en 2001, mais qui ne sortit pas sur le marché.

## Chansons
1. "Spiderman Theme"
2. "You Must Have Been a Beautiful Baby"
3. "You'll Never Know"
4. "Lazy River"
5. "Oh Marie"
6. "I Can't Help Falling in Love"
7. "Bill Bailey"
8. "Buena Sera"
9. "When You're Smiling"
10. "What a Wonderful World"
11. "Don't Get Around Much Anymore"
12. "Mack the Knife"
13. "La Vie en rose"